# St. Vicelin (Lübeck)

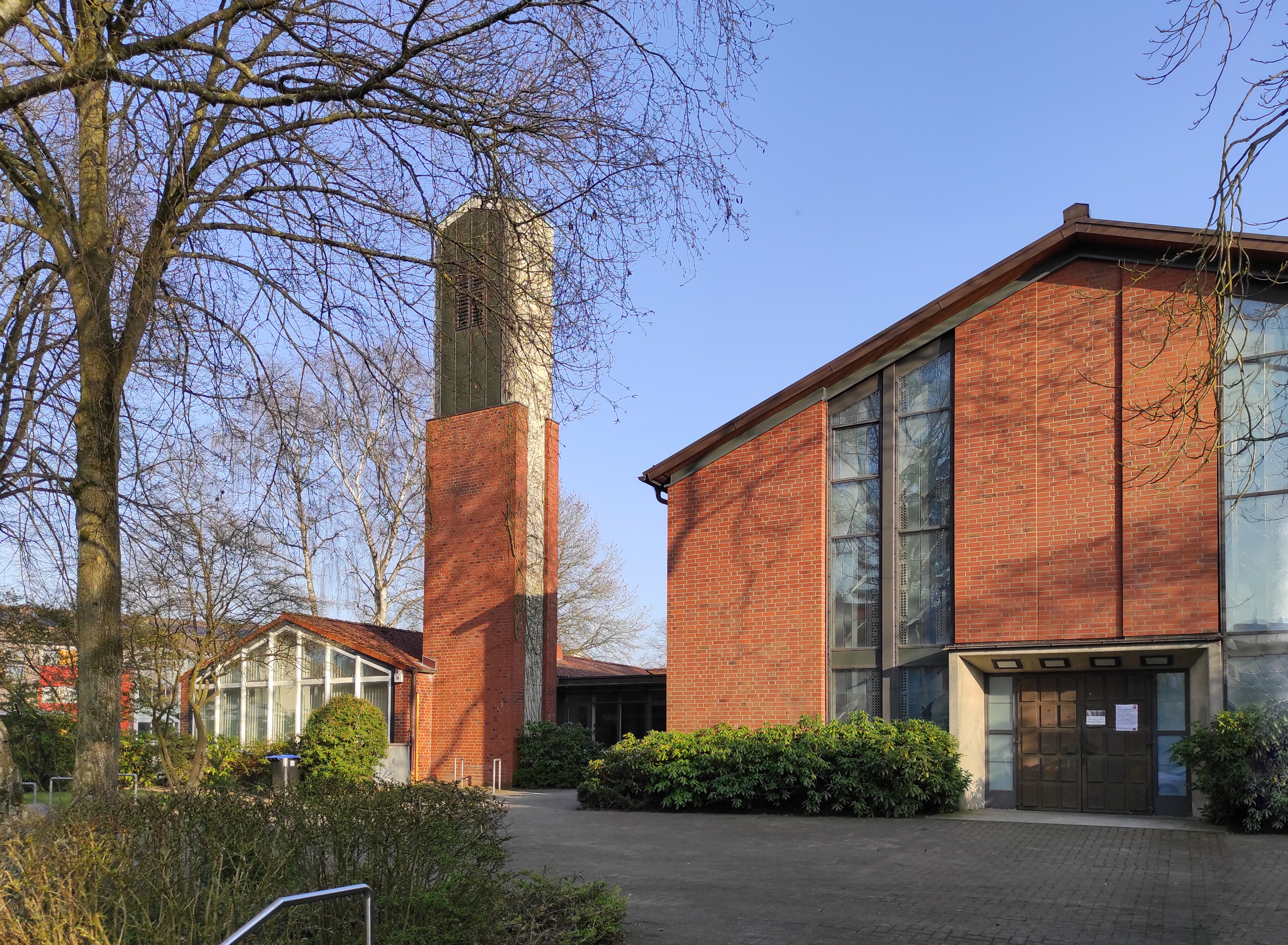
St.-Vicelin-Kirche

Die St.-Vicelin-Kirche ist ein römisch-katholisches Kirchengebäude im Lübecker Stadtteil St. Jürgen.

## Geschichte

### Bau
Durch den Zuzug zahlreicher deutscher Flüchtlinge katholischen Glaubens nach dem Zweiten Weltkrieg entstand in Lübeck der Wunsch nach einer eigenen Kirchengemeinde. Mit finanziellen Mitteln des Bonifatius-Vereins und teils in Eigenhilfe wurde die Kirche und ein kleines Pfarrhaus mit Saal in den Jahren 1955/1956 nach Plänen der Architekten Bernhard Lippsmeier sen. und Georg Lippsmeier (Paderborn/Lippstadt) erbaut. Die Weihe des neuen Gotteshauses erfolgte am 24. Juni 1956.

### Ausbau und Renovierung
Zur Verbesserung der Gemeindearbeit wurde 1966 ein Anbau mit einem größeren Pfarrsaal und Jugendräumen errichtet sowie eine Zentralheizung eingebaut. Eine Umgestaltung des Altarraums erfolgte 1974. In den Jahren 1983 bis 1985 wurde eine umfassende Renovierung des Kirchengebäudes durchgeführt. Unter anderem wurde das Kirchendach mit Kupfer verkleidet, der Fußboden erhielt einen Natursteinbelag und der Turm wurde so umgebaut, dass er vier Glocken aufnehmen konnte.

### Glocken
Die vier Glocken stammen aus unterschiedlichen Jahren. Die große Glocke stammt aus den Anfangsjahren der Kirche, man ließ sie 1956 bei der aus der Münster kommenden Firma Feldmann & Marschel gießen, sie hing in einer offenen Glockenstube. Nach der umfassenden Renovierung in den Jahren 1983/1985 wurden dann noch die drei kleineren Glocken in den Turm gehängt. Sie wurden 1985 von Karin Schneider-Andris in der Karlsruher Glockengießerei gegossen, außerdem wurde die Glockenstube geschlossen und der Turm mit Kupfer verkleidet. Zum Gottesdienst erklingt immer das Vollgeläut.
| Nr. | Schlagton | Gießer                     | Gussjahr |
| --- | --------- | -------------------------- | -------- |
| 1   | c2        | Feldmann & Marschel        | 1956     |
| 2   | e2        | Karlsruher Glockengießerei | 1985     |
| 3   | g2        | Karlsruher Glockengießerei | 1985     |
| 4   | a2        | Karlsruher Glockengießerei | 1985     |

### Brandstiftung
Am 25. Mai 1997 brannte die Kirche bis auf das Mauerwerk nieder. Mit einer Leuchtpatrone war ein an das Hauptgebäude angebauter Holzschuppen, der Camping-Gasflaschen enthielt, in Brand gesetzt worden. Die Flammen griffen nachfolgend auf das Kirchendach über und verursachten umfangreiche Zerstörungen. Der Gesamtschaden belief sich auf ca. 1,5 Millionen DM. Schnell wurde ein rechtsradikaler Hintergrund der Tat vermutet, da auf die Mauerreste mehrere Hakenkreuze sowie der Name des Pastors der evangelischen Nachbargemeinde St. Marien aufgesprüht wurden. Der Geistliche war wegen des Kirchenasyls, das er einer algerischen Familie gewährte, von rechtsextremer Seite angefeindet worden. Zudem reihte sich die Tat in eine Serie weiterer Anschläge ein, die Lübeck in den 1990er Jahren erschütterten. Im Fall des Kirchenbrandes wurde der Haupttäter ermittelt und vom Landgericht Lübeck am 5. Oktober 1998 wegen Brandstiftung und der Verwendung von Kennzeichen einer verfassungswidrigen Organisation zu einer Jugendstrafe von einem Jahr auf Bewährung verurteilt. Das Urteil ist rechtskräftig, nachdem der Bundesgerichtshof die beantragte Revision im August 1999 verwarf.

### Wiederaufbau und musikalische Nutzung

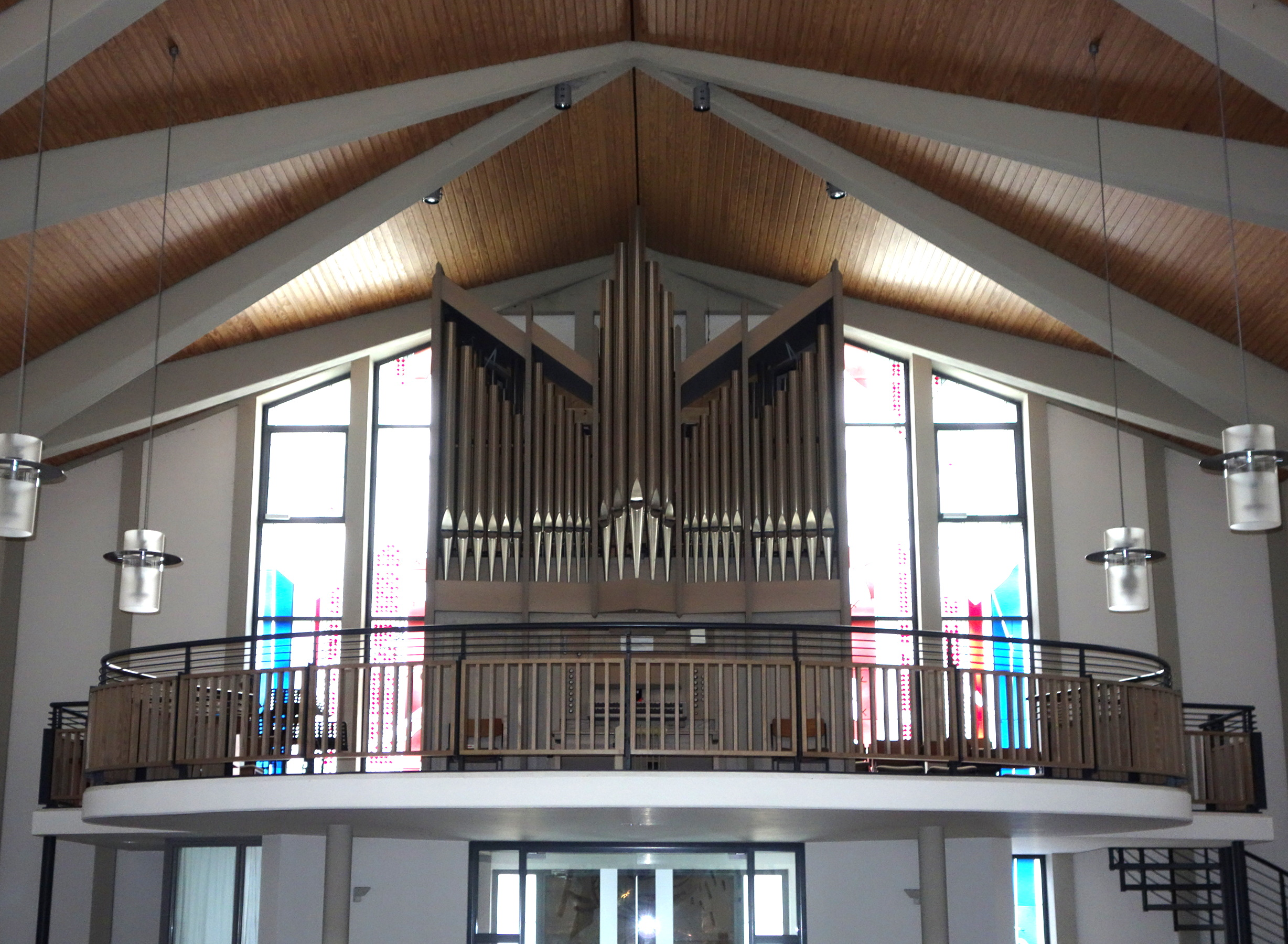
Orgel der St.-Vicelin-Kirche

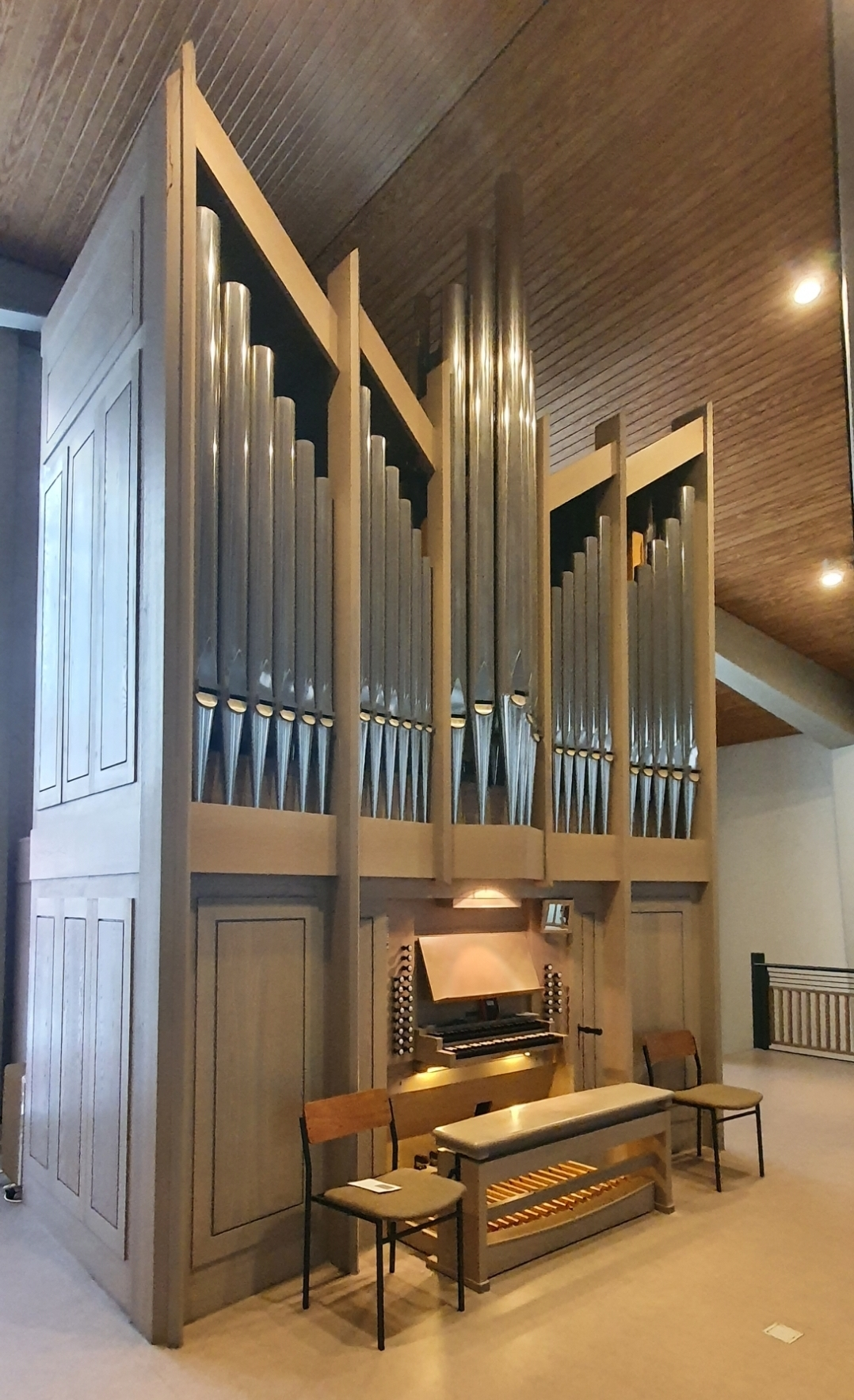
Nahansicht der Orgel

Die Kirche wurde nach Plänen des Architekten Klaus Dörnen (Oldenburg/Holstein) in umgestalteter Form wieder errichtet. Die Einweihung erfolgte am 23. Mai 1999. Im November des gleichen Jahres erhielt sie eine neue Orgel. Der umgestaltete Innenraum der Kirche erwies sich als akustisch deutlich verbessert und wurde für Kammer-, Chor- und Orgelmusik genutzt. Bis weit in die 2010er Jahre hinein wurden Konzertreihen aufgelegt, bei denen namhafte Künstler wie Martin Haselböck, Matthias Höfs, Gunar Letzbor und das Szymanowski Quartet spielten.

## Baubeschreibung
Bei der Umgestaltung während des Wiederaufbaus erhielt der neue Altar eine zentrale Position und durch ein großes Oberlicht im Dach nun auf natürliche Weise Licht. Zum neuen Belichtungskonzept gehören auch 30 schmale Fenster, die im oberen Bereich in die Seitenwände hineingebrochen wurden. In die nördliche und südliche Kirchenwand wurde je eine kleine Kapelle integriert („Raum der Stille“ und „Marienkonche“).

## Kirchenname
Der Heilige Vicelin (um 1090–1154) war Bischof von Oldenburg und Missionar der ostholsteinischen Slawen. In Norddeutschland gibt es einige Kirchen, die auf ihn zurückgehen sollen oder als spätere Neugründung seinen Namen tragen.

## Gemeinde
Die Gemeinde St. Vicelin verlor 2003 ihren Status als eigenständige Pfarrei und gehörte seit 2004 zunächst wieder zur damaligen Lübecker Pfarrei Herz Jesu, aus deren Pfarrbezirk sie früher herausgelöst worden war. Im Rahmen der Pastoralen Entwicklung ist sie, zusammen mit acht anderen Gemeinden in Lübeck und Bad Schwartau, seit dem 25. Juni 2017 ein Teil der neu gebildeten Pfarrei „Zu den Lübecker Märtyrern“. Regelmäßige Gottesdienste finden zweimal pro Woche statt.

## Orgel
Die neue Orgel der St.-Vicelin-Kirche stammt von Fischer & Krämer Orgelbau aus Endingen am Kaiserstuhl. Sie hat zwei Manuale, 24 klingende Register und drei Transmissionen. Das Schwellwerk kann zusätzlich mit einem Handhebel bedient werden.